# Càlcul llindar
El terme càlcul llindar té dos significats relacionats però diferents.
En matemàtiques, abans de la dècada de 1970, el càlcul llindar es referia a la sorprenent similitud entre equacions polinomials aparentment no relacionades amb certes tècniques obscures utilitzades per demostrar-les. Aquestes tècniques van ser introduïdes el 1861 per John Blissard i de vegades s'anomenen mètode simbòlic de Blissard. Sovint s'atribueixen a Édouard Lucas (o James Joseph Sylvester), que va utilitzar la tècnica àmpliament. L'ús de tècniques d'ombra es va posar en una base matemàtica sòlida a partir de la dècada de 1970, i la teoria matemàtica resultant també es coneix com "càlcul llindar".

## Història
A les dècades de 1930 i 1940, Eric Temple Bell va intentar establir el càlcul llindar en una base rigorosa, però el seu intent de fer aquest tipus d'argument lògicament rigorós no va tenir èxit.
El combinatorista John Riordan en el seu llibre Combinatorial Identities publicat a la dècada de 1960, va utilitzar tècniques d'aquest tipus àmpliament.
A la dècada de 1970, Steven Roman, Gian-Carlo Rota i altres van desenvolupar el càlcul llindar mitjançant funcionals lineals sobre espais de polinomis. Actualment, el càlcul llindar fa referència a l'estudi de les seqüències de Sheffer, incloses les seqüències polinòmiques de tipus binomial i les seqüències d'Appell, però pot abastar tècniques de correspondència sistemàtica del càlcul de diferències finites.

## Càlcul llindar del segle XIX
El mètode és un procediment de notació utilitzat per derivar identitats que impliquen seqüències indexades de nombres fent veure que els índexs són exponents. Construït literalment, és absurd, però té èxit: les identitats derivades mitjançant el càlcul llindar també es poden derivar correctament mitjançant mètodes més complicats que es poden prendre literalment sense dificultat lògica.
Un exemple inclou els polinomis de Bernoulli. Considereu, per exemple, l'expansió binomial ordinària (que conté un coeficient binomi):
{\displaystyle (y+x)^{n}=\sum _{k=0}^{n}{n \choose k}y^{n-k}x^{k}}
i la relació d'aspecte notablement similar en els polinomis de Bernoulli:
{\displaystyle B_{n}(y+x)=\sum _{k=0}^{n}{n \choose k}B_{n-k}(y)x^{k}.}
Compareu també la derivada ordinària
{\displaystyle {\frac {d}{dx}}x^{n}=nx^{n-1}}
a una relació molt semblant en els polinomis de Bernoulli:
{\displaystyle {\frac {d}{dx}}B_{n}(x)=nB_{n-1}(x).}
Aquestes similituds permeten construir proves llindars, que a la superfície no poden ser correctes, però semblen funcionar de totes maneres. Així, per exemple, pretenent que el subíndex n − k és un exponent:
{\displaystyle B_{n}(x)=\sum _{k=0}^{n}{n \choose k}b^{n-k}x^{k}=(b+x)^{n},}
i després diferenciant, s'obté el resultat desitjat:
{\displaystyle B_{n}'(x)=n(b+x)^{n-1}=nB_{n-1}(x).}
En l'anterior, la variable b és una "ombra" ( llatí per ombra )
Vegeu també la fórmula de Faulhaber.

## Sèrie de Taylor llindar
En càlcul diferencial, la sèrie de Taylor d'una funció és una suma infinita de termes que s'expressen en termes de derivades de la funció en un únic punt. És a dir, una funció real o complexa f ( x ) que és analítica a {\displaystyle a} es pot escriure com:
{\displaystyle f(x)=\sum _{n=0}^{\infty }{\frac {f^{(n)}(a)}{n!}}(x-a)^{n}}
També es van observar relacions similars en la teoria de les diferències finites. La versió llindar de la sèrie de Taylor ve donada per una expressió similar que implica les k -èsimes diferències directes {\displaystyle \Delta ^{k}[f]} d'una funció polinomial f ,
{\displaystyle f(x)=\sum _{k=0}^{\infty }{\frac {\Delta ^{k}[f](a)}{k!}}(x-a)_{k}}
on
{\displaystyle (x-a)_{k}=(x-a)(x-a-1)(x-a-2)\cdots (x-a-k+1)}
és el símbol de Pochhammer utilitzat aquí per al producte seqüencial de caiguda. Una relació similar es manté per a les diferències endarrerides i el factorial creixent.
Aquesta sèrie també es coneix com la sèrie de Newton o l'expansió de diferència directa de Newton. L'analogia amb l'expansió de Taylor s'utilitza en el càlcul de diferències finites.